# Масенцатико (Ређо Емилија)
Масенцатико (итал. Massenzatico) је насеље у Италији у округу Ређо Емилија, региону Емилија-Ромања.
Према процени из 2011. у насељу је живело 2411 становника. Насеље се налази на надморској висини од 38 м.